# Bahnhof Tel Aviv
Der Bahnhof Tel Aviv (hebräisch תַּחֲנַת הָרַכֶּבֶת תֵּל אָבִיב Tachanat ha-Rakkevet Tel Avīv) entstand 1917 als Haltepunkt an der damals von den Palestine Military Railways (PMR) betriebenen Feldbahn zwischen dem Hafen Jaffas durch dessen Gassen zum Bahnhof Jaffa und von dort weiter zu Jenkin’s Hill. Ab 1918 führte eine weitere Feldbahn nach Lod auf der Trasse der 1915 demontierten Bahnstrecke Jaffa–Jerusalem (J&J-Linie). Die Station war von 1918 bis 1948 Durchgangsbahnhof, dann Endbahnhof der J&J-Linie.
Im dicht bebauten und geschäftigen Kerngebiet Tel Avivs gelegen konnten die Bahnanlagen für Güter- und Personenabfertigung nicht expandieren. Höhengleich geführter Bahn- und Straßenverkehr behinderten einander zunehmend. Der Bahnhof wurde 1970 geschlossen und in der Folge samt Gleisanlagen beseitigt. Tel Avivs neuer Südbahnhof übernahm den Reisezugverkehr, der Gütertransport ging an die Güterbahnhöfe an der Jarqonbahn.

## Lage
Der Bahnhof Tel Aviv stand in beengter Lage zwischen den Straßen Rechov Jehudah ha-Levi und Rechov ha-Rakkevet (רְחוֹב הָרַכֶּבֶת ‚Straße der Bahn‘) gegenüber vom Haus Nr. 16 in einer Kurve der J&J-Linie, die dort zwischen ihrem Verlauf in Nordost-Südwest-Richtung parallel zum Rechov Jehudah ha-Levi und demjenigen in Nordwest-Südost-Richtung parallel zum Rechov ha-Rakkevet wechselte. Die Kurve zweieinhalb bis drei Kilometer nordöstlich des Bahnhofs Jaffa bildete zugleich den nördlichsten Punkt im Verlauf der J&J-Linie.

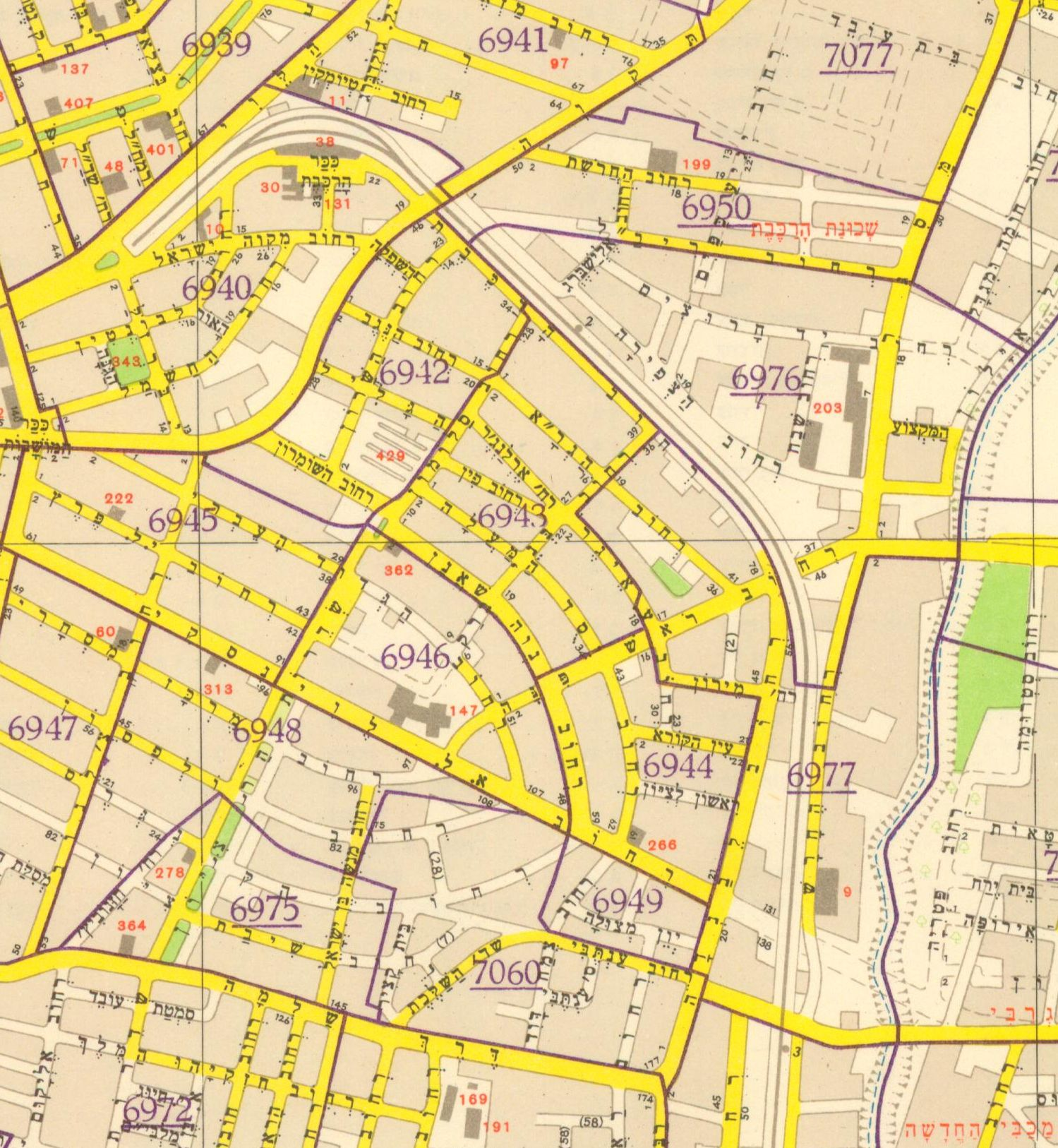
Ramat ha-Scharon (mit lila Linie umrissenes Gebiet mit der Nr. 6940): Bahnhof Tel Aviv mit der roten Nummer 38 unter der Bahnkurve, Plan von 1958

Der Bahnhof lag in Ramat ha-Scharon, einem Stadtteil im Viertel 5, das Lev Tel Aviv und nördliche alte Vororte Jaffas umfasst und mit den Vierteln 3, 4 und 6 den Stadtbezirk Mitte von Tel Aviv bildet. Damit ist die Lage ideal, um Reisende direkt in die Innenstadt zu bringen. Das Grundstück des Bahnhofs liegt am ehemaligen Bahnübergang der stark befahrenen Derech Menachem Begin, wie die historische Landstraße Jaffa–Nablus in diesem Abschnitt seit 2001 heißt. Sie führte von Jaffa nordostwärts durch ausgedehnte Zitrusplantagen via Petach Tiqwah nach Nablus, heute teils klassifiziert als Landesstraße  (כְּבִישׁ 481 אַרְצִי Kvīsch 481 Artzī). Im Stadtgebiet hieß diese alte Landstraße vor 2001 Derech Petach Tiquah (דֶּרֶךְ פֶּתַח תִּקְוָה ‚Petach-Tikwa-Weg‘) und noch früher Derech Schchem (דֶּרֶךְ שְׁכֶם ‚Sichem-Weg‘; englisch Nablus Road), nach dem Zielort.
An dieser Hauptverkehrsstraße gelegen bot der Bahnhof den perfekten Umschlagplatz für eingehende Anlieferungen von Plantagen per Lastwagen bzw. Transport nach Jerusalem per Bahn, obwohl das Grundstück damals keine 80 Meter von der Stadtgrenze entfernt lag. Am Rechov ha-Rakkevet südlich gegenüber steht seit 1936 der Beit Hadar, von dem der Volksmund den Namenszusatz für den Bahnhof entlieh, um ihn von anderen Stationen in Tel Aviv zu unterscheiden. Die Gegend befand sich seit Mitte der 1920er Jahre in rapidem Wandel zu einem wichtigen Wirtschaftsstandort und Verkehrsknoten des Landes, im Mai 1942 eröffnete 650 Meter weiter südlich der von Werner Wittkower und Nachum Zelkind erbaute Zentrale Omnibusbahnhof Tel Aviv (ZOB).

## Namen des Bahnhofs
Zunächst hieß der Haltepunkt Sarona Junction, da dieser an der Gabelung Sarona Junction (heute Zomet ha-Nepht) angelegt wurde, wo eine Stichbahn der PMR die Bahntrasse der J&J-Linie nach Nordosten verließ und vorbei an Sarona dem Verlauf der alten Landstraße Jaffa–Nablus folgend 1917 die Entente-Seite der Palästinafront nördlich des Jarqons versorgte.
Mit Übergang der Anlagen der PMR an die zivilen Palestine Railways (PR) und Aufnahme des Betriebs in Normalspur erhielt der Bahnhof am 5. Oktober 1920 den Namen Bahnhof Tel Aviv in den drei Amtssprachen des Mandatsgebiets (hebräisch תַּחֲנַת הָרַכֶּבֶת תֵּל אָבִיב Tachanat ha-Rakkevet Tel Avīv, englisch Tel Aviv Station, arabisch محطة قطار تل أبيب, DMG Maḥaṭat qiṭār Tal ʾAbīb, wie im Gesetzblatt Official Gazette of the Government of Palestine verkündet). Mit Eröffnung des Bahnhofs Tel Aviv ha-Zafon (d. h. Tel Aviv des Nordens) am 20. September 1949 unweit jenseits der Stadtgrenze im benachbarten Bnei Braq, erhielt der Bahnhof den erweiterten Namen Tel Aviv Darom (d. h. Süd).
Mit Eröffnung des dezentral gelegenen Bahnhofs Tel Aviv Merkaz (d. h. Zentrum) im Norden der Stadt 1954 entstanden für beide Bahnhöfe eindeutigere unterscheidende Namenszusätze. Zu Tel Aviv Darom (d. h. Süd) im Stadtzentrum sagte der Volksmund Bahnhof beim Beit Hadar (תַּחֲנָה לְיַד בֵּית הָדָר Tachanah lə-Jad Beit Hadar) nach dem benachbarten bekannten Geschäftshaus gleichen Namens und zum Bahnhof Tel Aviv Merkaz eben Bahnhof Arlosoroff nach einer nahen gleichnamigen Straße. Dem trug die Bahngesellschaft Rakkevet Israel (RI) Mitte der 1950er Jahre Rechnung und übernahm zur Orientierungshilfe den Namenszusatz Tel Aviv Darom – Beit Hadar in Fahrpläne, Wegweiser und Namensschilder.

## Geschichte

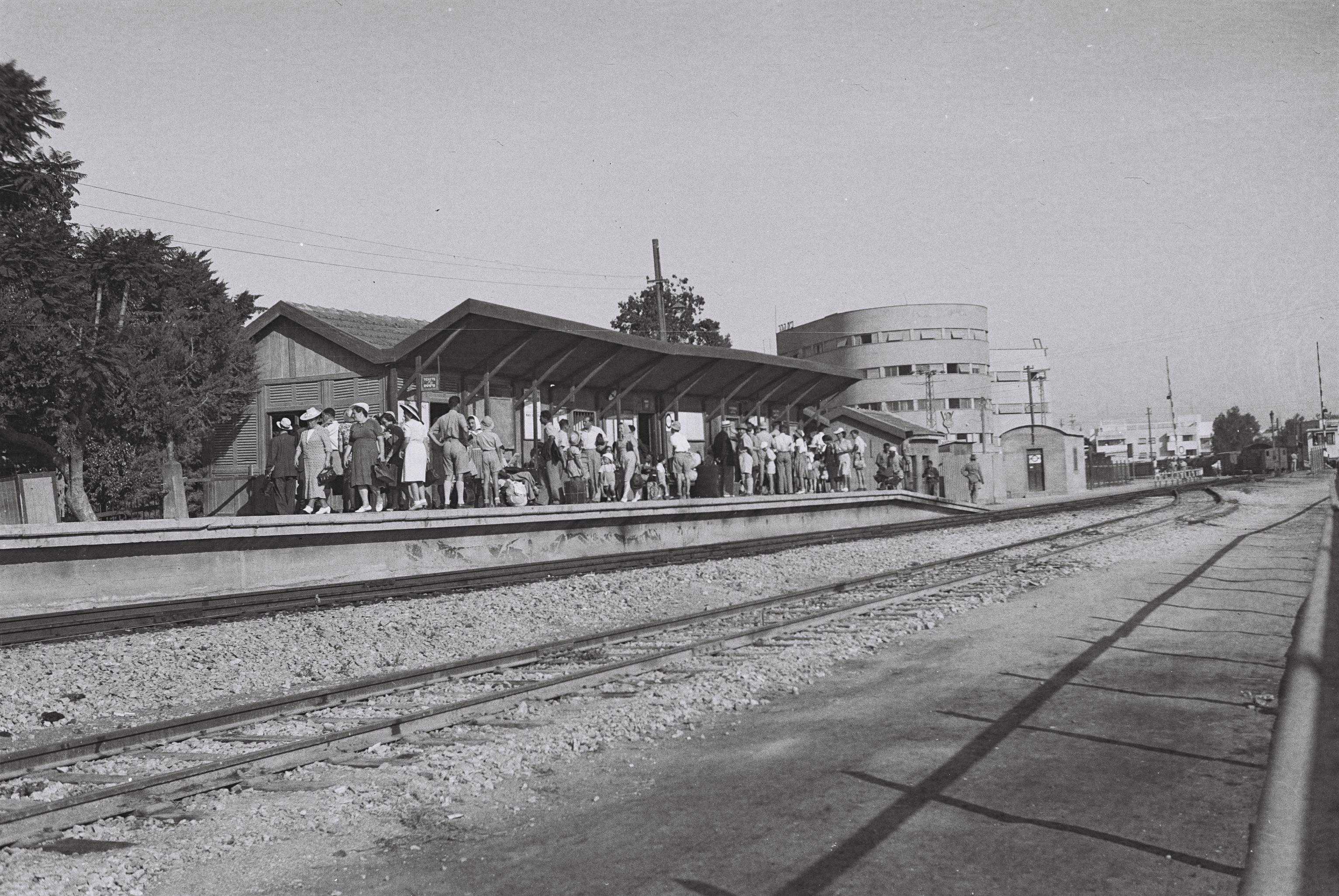
Bahnsteig, der 1937 bis 1962 zur separaten Abfertigung von Reisezügen diente, mit Blick zum Beit Hadar, 1944

In der Spätphase der osmanischen Herrschaft (1516–1918) in der Levante wurde die Bahnstrecke der J&J-Linie zwischen 1889 und 1891 von Jaffa bis Lod errichtet und dann bis 1892 nach Jerusalem ausgebaut. Als die J&J-Linie entstand, war am Ort des späteren Bahnhofs Tel Aviv kein Siedlungsgebiet und entsprechend kein Bedarf für eine Station. Tel Aviv wurde 1909 als Vorort Jaffas gegründet und begann begreiflicherweise klein.
Im Ersten Weltkrieg (1914–1918) lagen Jaffa und Tel Aviv in Schussweite der als Teil der Triple Entente feindlichen britischen Marine, die die levantinischen Küsten des Osmanischen Reichs, Teil der Mittelmächte, dominierte. Außer Reichweite britischer Geschosse baute die Osmanische Militärbahn in Palästina neue Bahnstrecken in Richtung Halbinsel Sinai und Suezkanal, wo 1915 die Sinai- und Palästinafront verlief, wozu zwecks Materialbeschaffung auch Schienen und Schwellen bestehender älterer Schienenwege, die in Reichweite britischer Geschosse nicht gesichert werden konnten, demontiert wurden, so 1915 auch die J&J-Linie zwischen Jaffa und Lod.

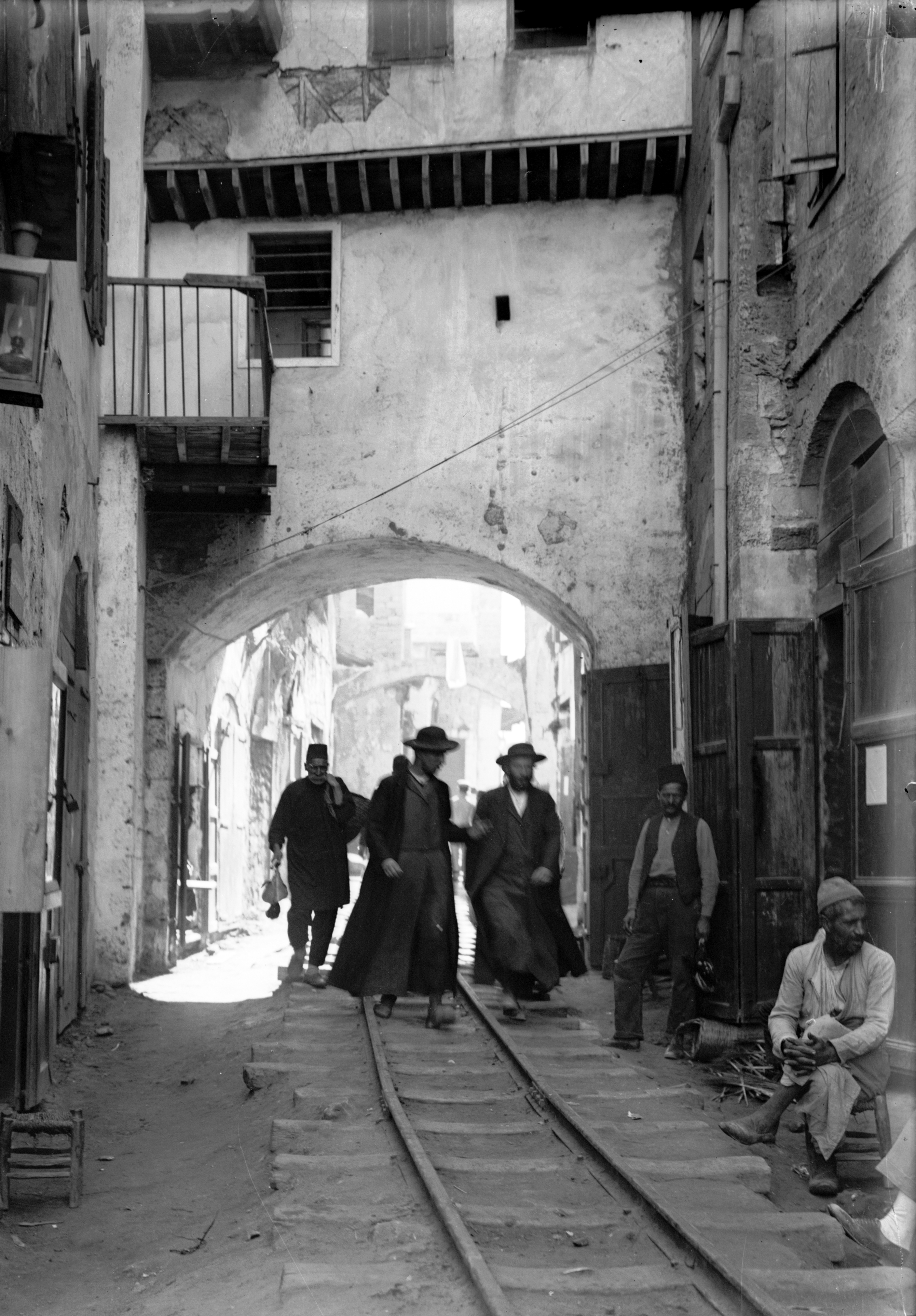
Feldbahn durch Gassen Jaffas, 1920

Am 17. November 1917 nahmen Australian and New Zealand Army Corps der Entente Jaffa und Tel Aviv ein.:77 Die Entente-Mächte wünschten Jaffas Hafen für den Nachschub zu nutzen, der aber wegen der Bedrohung durch am nördlichen Ufer des Jarqons lagernde landgestützte osmanische Artillerie zunächst unsicher war. Die Palestine Military Railways richteten im Dezember 1917 zunächst eine Feldbahn (Spurweite 60 cm) vom Hafen Jaffas durch die Gassen der Stadt zum Bahnhof Jaffa ein und nutzten ab dort weiter die Trasse der demontierten J&J-Linie. Im arabischen Volksmund wurde die Feldbahn Teresina genannt – eine arabisierte Form von Draisine.
Im Zuge der Schlacht von Jaffa eroberte britische Infanterie am 20./21. Dezember 1917 das nördliche Jarqonufer und trieb die osmanischen Einheiten weit genug fort, dass sie Jaffa mit Artilleriebeschuss nicht mehr erreichen konnten. Die Feldbahn Hafen Jaffa–Jenkin’s Hill folgte dem britischen Vorstoß mit einer Stichstrecke, die am Bahnübergang der J&J-Linie mit der historischen Route Jaffa–Nablus, in diese nordostwärts abzweigte. Die Briten nannten die Verzweigung Sarona Junction, da es nordostwärts nach Sarona ging. Die heute hier befindliche Straßenkreuzung heißt Zomet ha-Nepht (צֹמֶת הַנֶּפְט ‚Naphtha-Kreuzung‘) nach dem benachbarten ehemaligen Tanklager der Shell.
Die Feldbahn Hafen Jaffa–Jenkin’s Hill querte mit der Landstraße den Ajjalon über die Sarona-Brücke, die anlässlich der Palästinareise Kaiser Wilhelms II. 1898 entstanden war, um ihm und Gefolge den trockenen Zugang nach Sarona und Jaffa zu bahnen. Die Feldbahn zu Jenkin’s Hill reichte schließlich bis zu den ʿEsser ha-Ṭachanot / עֶשֶׂר הַטַּחֲנוֹת / ‚zehn Mühlen‘ am Jarqon, wo der Ende der 1930er Jahre erbaute Gescher ʿEsser ha-Ṭachanot / גֶּשֶׁר עֶשֶׂר הַטַּחֲנוֹת den Fluss überbrückt, heute Gescher Hadar Joseph genannt nach Tel Avivs Ortsteil Hadar Joseph (הַדָר יוֹסֶף), zu dem die Brücke führt.

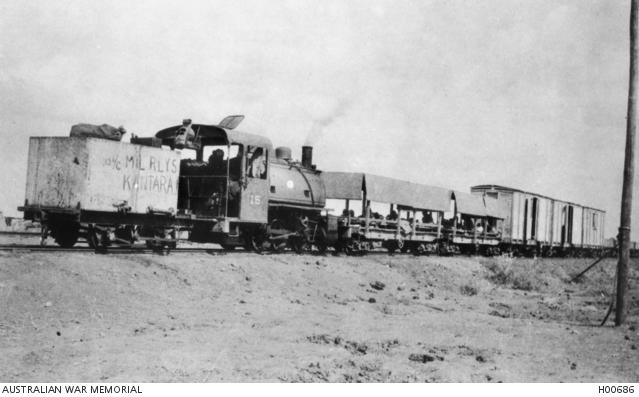
Feldbahn auf der J&J-Linie, September 1918

Die Feldbahn wurde Anfang 1918 der Trasse der J&J-Linie folgend bis Lod ausgebaut, um die Verbindung zur bis dorthin in Normalspur vorangetriebenen britischen Sinai-Bahn herzustellen. Als Feldbahn bediente die J&J-Linie sechs Bahnhöfe: Hafen Jaffa, Bahnhof Jaffa, Bahnhof Sarona Junction, Yazur (heute Asor), as-Safiriya (heute Kfar ChaBa"D) und Lod. Wahrscheinlich nahmen ab Kriegsende 1918 Militärzüge am Bahnhof Sarona Junction auch Zivilpersonen mit, vermutet Chen Melling, Direktor des Eisenbahnmuseums Israels.
Neue Verbindungen, die osmanische Militärbahn Masʿūdiyya–Sinai von Nord nach Süd, die britische Sinai-Bahn von Süd, die sich als Ostbahn nach Haifa fortsetzt, machten den Bahnhof Lod auf der J&J-Linie zum wichtigsten Eisenbahnknoten des Mandatsgebiets. Die Palestine Military Railways spurten in der zweiten Hälfte des Jahres 1920 von Lod ausgehend die J&J-Linie bis zum Bahnhof Jaffa auf Normalspur (143,5 cm) um. Der Anschluss zum Hafen durch Jaffas Gassen blieb bis 1928 in Schmalspur (Teresina) bestehen.

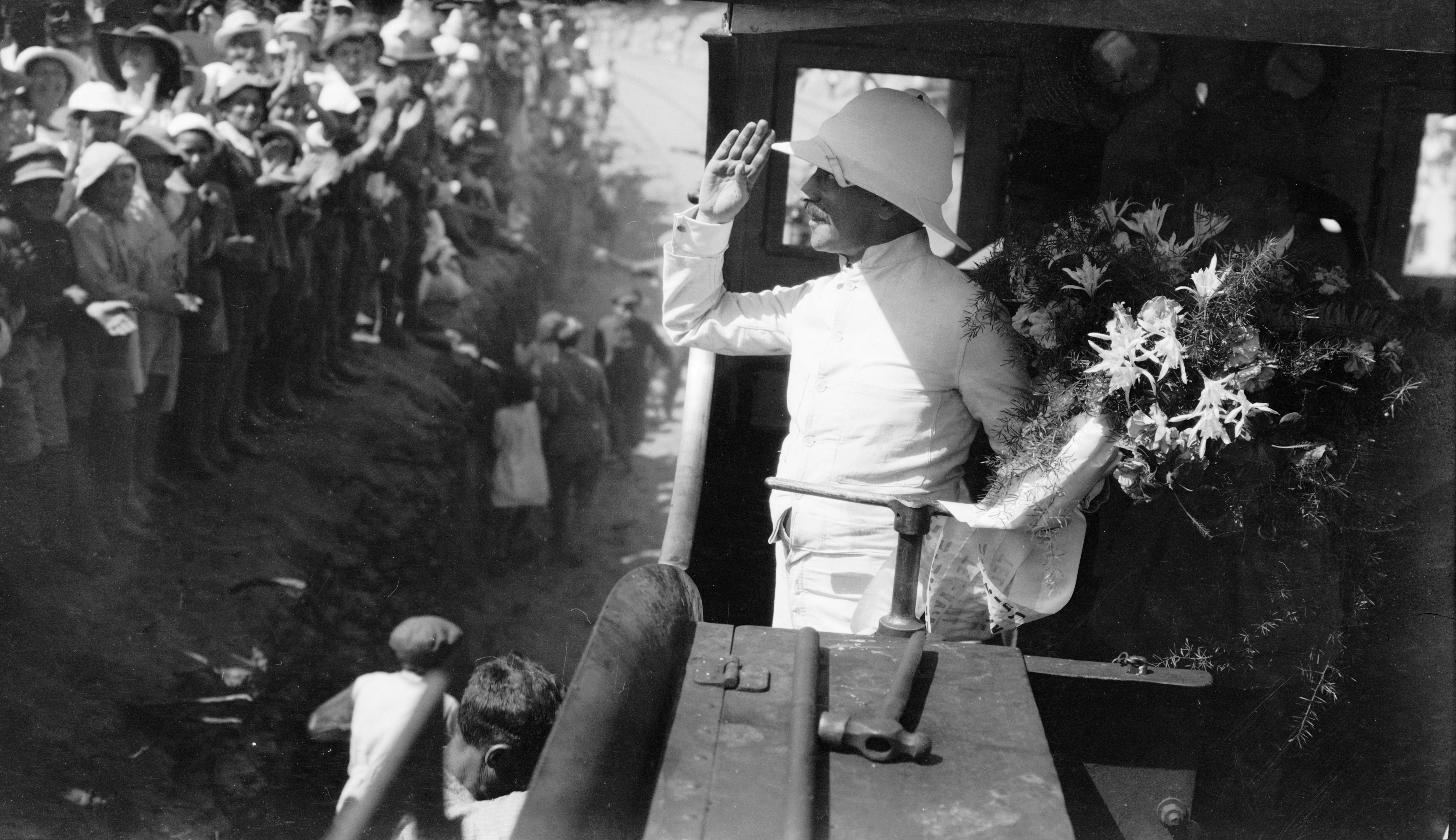
Herbert Samuel auf Eröffnungsfahrt der J&J-Linie in Normalspur am 5. Oktober 1920

Mit Errichtung der zivilen Verwaltung des Völkerbundsmandats für Palästina übernahm die zivilen Palestine Railways (PR) die J&J-Linie. Die erste durchgehende Zugfahrt in Normalspur von Jaffa nach Jerusalem am 5. Oktober 1920 inszenierte die PR als Festakt, der britische Hochkommissar für Palästina, Herbert Samuel, fuhr mit und wurde auf jedem Bahnhof unterwegs von versammelten Schaulustigen begrüßt und beschenkt.
Die ursprüngliche Eigentümerin Société du Chemin de Fer Ottoman de Jaffa a Jérusalem et Prolongements, deren sämtliche Gleisanlagen ein Raub der Osmanischen Militärbahn geworden waren, verkauften Trassen und Bahnhofsgebäude 1922 an die PR. Das bis dahin als Eigentümergemeinschaft der Terraingesellschaft Achusat Bajit organisierte Tel Aviv bildete seit 1921 eine eigene Township mit öffentlich-rechtlichen kommunalen Befugnissen innerhalb der Stadt Jaffa, am 11. Juni 1923 wurden weitere Vororte Jaffas der Township Tel Aviv zugeordnet, so auch der Vorort Ramat ha-Scharon mit dem Bahnhof Tel Aviv.
Am 26. März 1924 fuhr aus Berlin kommend via Triest, über See nach Alexandria, per Bahn via al-Qantarah und Lod reisend der hebräische Dichter Chaim Nachman Bialik im Bahnhof Tel Aviv ein. Am Bahnsteig erwartete und begrüßte ihn eine Menschenmenge mit Wärme und Liebe und geleitete ihn zum Beit Bialik,:128 sein jüngst erbautes künftiges Domizil.

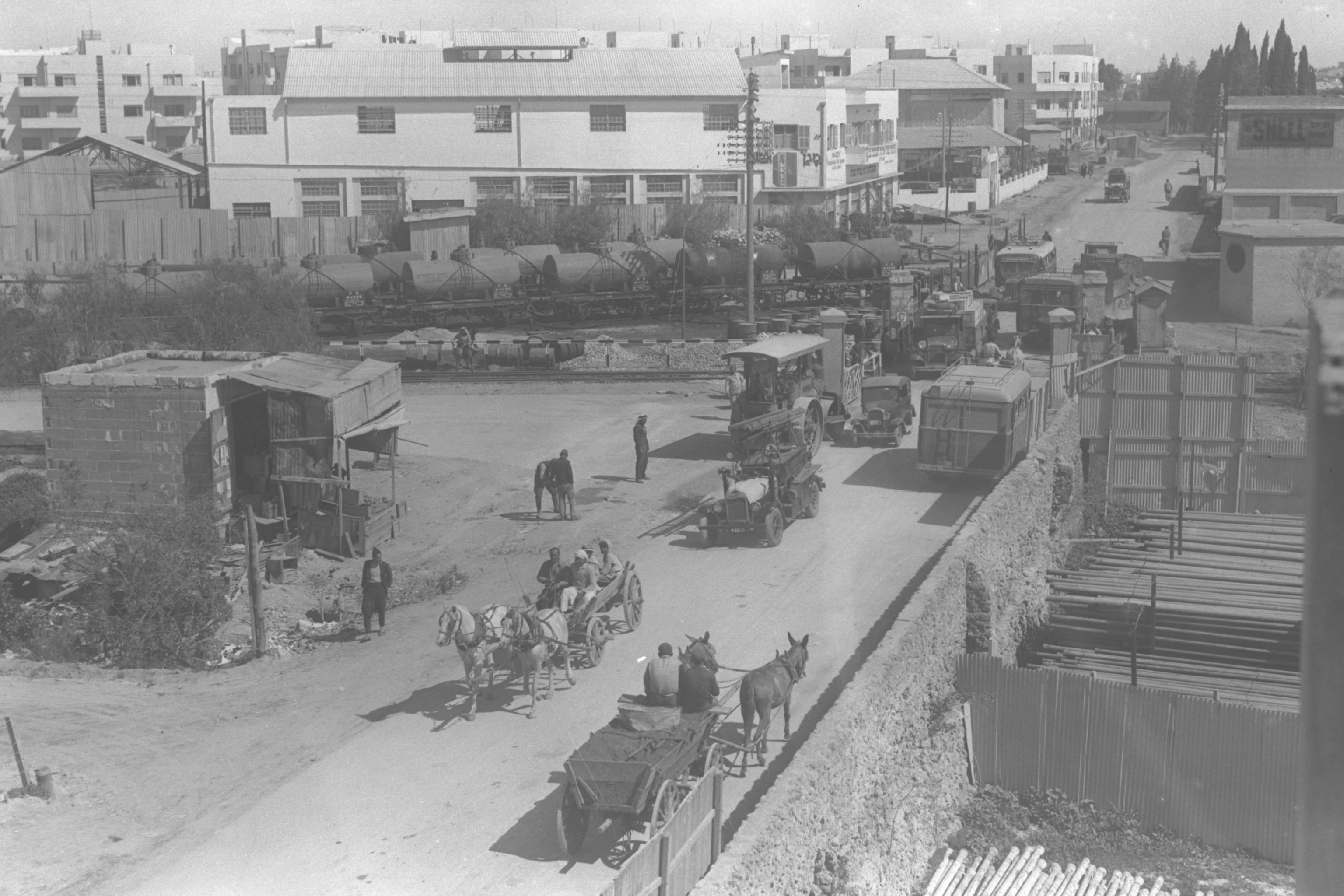
1. Juni 1935: Übergang der Derech Petach Tiqwah (seit 2001 Derech Begin) mit Kesselwagen vor Gewerbe, wo einst der Pardes Gavrilovitsch war

Ab 1929, dann verstärkt durch die Einwanderung Deutscher ab 1933 und noch einmal durch die Konjunktur im Zweiten Weltkrieg ab 1939 entwickelte sich das Umfeld des Bahnhofs zu einem wichtigen Gewerbegebiet, im östlichen Teil der Zitrusplantage Pardes Gavrilovitsch (פַּרְדֵּס גַּבְרילוֹבִיץ') gleich nördlich am Bahnhof an der Landstraße entstanden Industrieanlagen. Unter den Betrieben, die sich in der Umgebung ansiedelten, waren Kühlhäuser, die Getreidemühle M. Schechter, die Mazzebäckerei Zelivansky & Sons und der Shell-Komplex mit Tanklager.

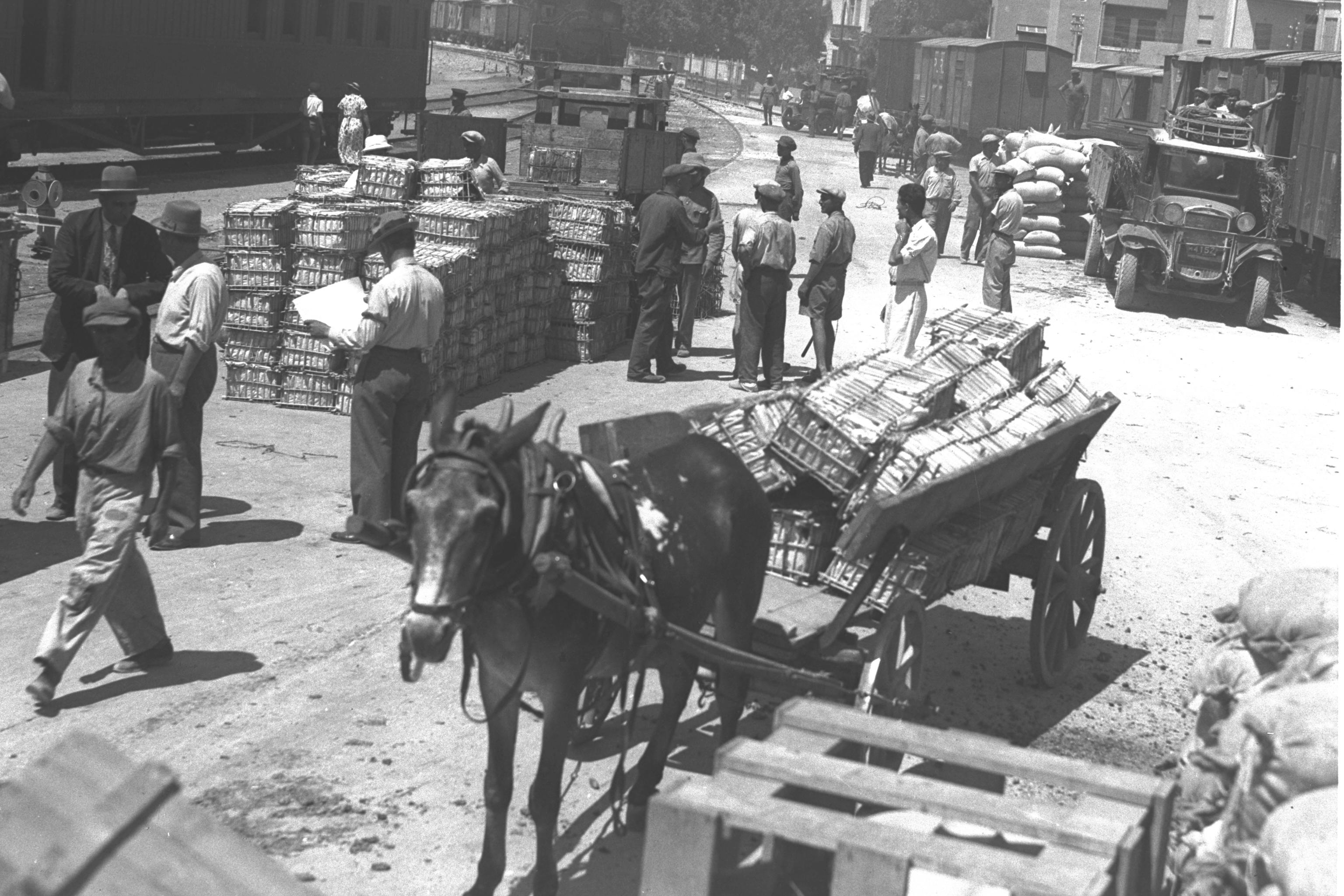
Güterumschlag am Bahnhof Tel Aviv am 1. Mai 1936

Diese rege Wirtschaftstätigkeit erforderte eine erhöhte Kapazität der Güterzugabfertigung, doch der Bahnhof war eher klein und bescheiden mit Abstellgleisen eher geringer Länge.:248 In der Erntesaison kamen noch einmal täglich sieben Güterzüge mit etwa 350.000 Kisten Zitrusfrüchte aus der südlichen Scharonebene hinzu, die über Lod und ab dort per Ostbahn in den Export über den Hafen Haifa gingen.:111 und 280 Der Plan, weiter östlich im Gebiet der ehemaligen Farm Mount Hope Clorinda Minors aus Philadelphia und der bergischen Siedler um Friedrich Großsteinbeck (1821–1858) und Johann Großsteinbeck einen neuen Bahnhof zu bauen, wurde aufgegeben.
Stattdessen wurde im Bereich des bestehenden Bahnhofs der Güterbahnhof ausgebaut. Ein modernes Bahnhofsgebäude entstand 1936/1937 während des Arabischen Aufstands (1936–1939), wobei Tel Aviv auch ein eigenes Bahnzollamt bekam, um Im- und Exporteuren die Erledigung der Zollformalitäten zu ermöglichen, ohne sich der Gefahr tätlicher Angriffe gegen Juden auf dem Weg zum Zollamt Jaffa auszusetzen.
Der geplante Anschluss des Hafens Jaffa durch ein normalspuriges Gleis zum Bahnhof Jaffa wurde 1936 wegen arabischer Überfälle am Hafen aufgegeben.:32 Im- und Export per Bahn kam aus und ging nach Alexandria und Kairo in Ägypten, Damaskus in Mandats-Syrien, Transjordanien und ab 1942 auch nach Beirut oder Tripoli im Mandats-Libanon. Auch an anderen wichtigen Bahnhöfen des Landes gab es Zollstellen.

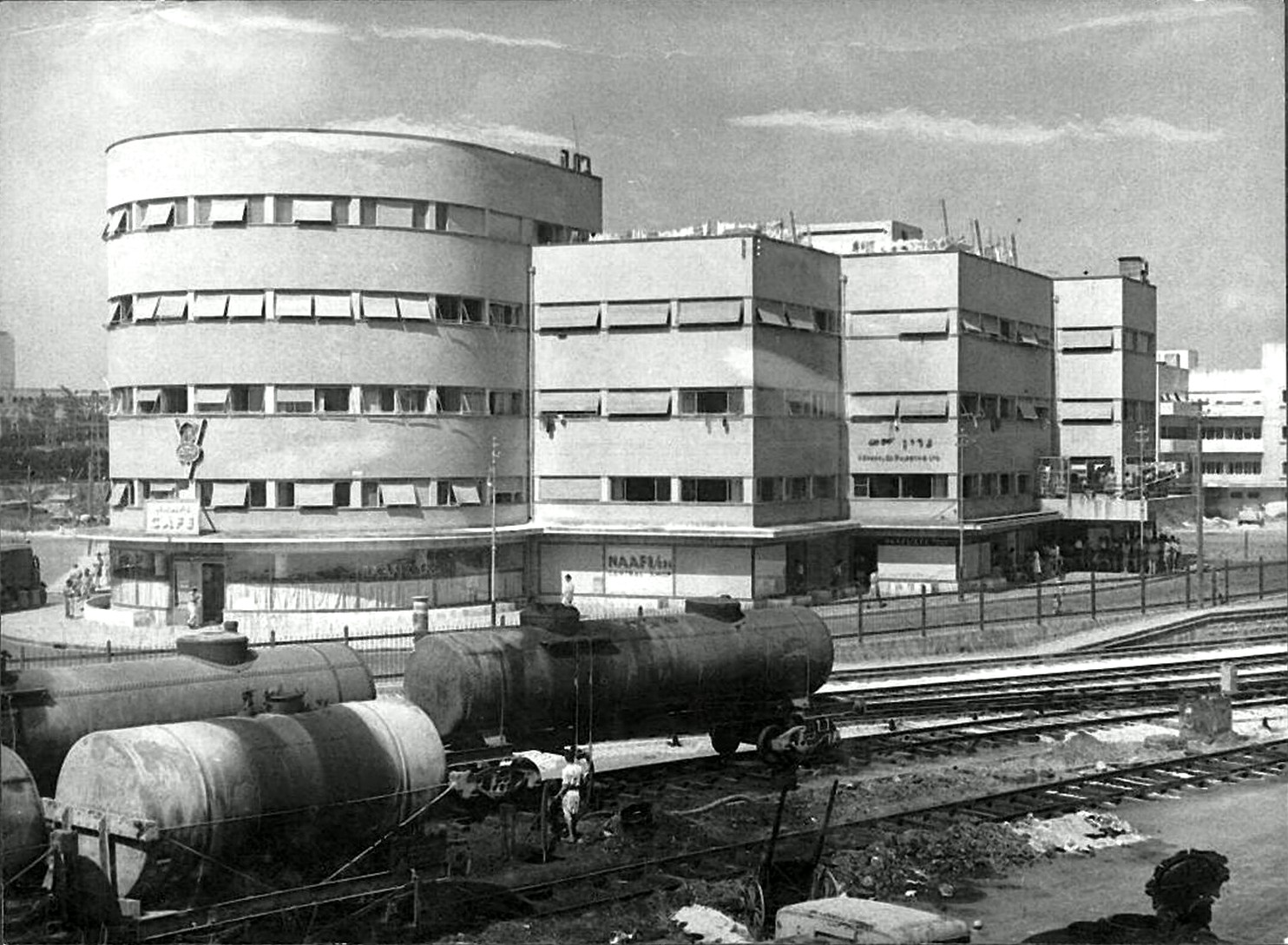
Blick 1946 westwärts über den Güterbahnhof Tel Aviv und den Rechov ha-Rakkevet auf den Beit Hadar

Für Reisezüge, für die am bisherigen Standort wegen des verstärkten Güterverkehrs keine Platz mehr war, finanzierten die PR den Ausbau des Güterbahnhofs am bisherigen Standort und den Bau eines neuen Bahnsteigs östlich des Übergangs der Landstraße Jaffa–Nablus, damals als Derech Petach Tiqwah (seit 2001 Derech Menachem Begin) benannt. Doch Teil II dieses Ausbauplans, ein Fußgängertunnel zwischen den Bahnhofsbereichen unter der Landstraße unter durch wurde gleich gar nicht verwirklicht. Der Zugang zum Personenbahnhof über die verkehrsreiche Landstraße war unbequem.
Um ihre Sicherheitskräfte bewegen zu können, die ausrückten, zunehmende Gewaltakte im Heiligen Lande zu bekämpfen, richteten britische Mandatsbehörden 1940 ein Netz gesicherter Verkehrsachsen ein, eine davon die Landstraße Jaffa–Nablus, wobei für deren israelischen Abschnitt, die Landesstraße  auch Zīr Ʒabōṭīnsqī / צִיר זַ'בּוֹטִינְסְקִי / ‚Jabotinsky-Achse‘ genannt, die Bezeichnung Achse weiterlebt. Entlang der sicheren Achsen (englisch security axes) wurden in Abständen von einem bis fünf Kilometern britische Posten eingerichtet, als ein solcher wurde 1940 der Beit Hadar und ein Nachbarhaus beschlagnahmt und mit einer Verbindungsstelle der Palestine Police belegt. Eigentümer und Mieter mussten die Häuser und Geschäfte räumen, was manche Einheimische mit offener Feindseligkeit gegenüber dem Beit Hadar und seiner Besatzung quittierten.
Aus Geldmangel ließ im Januar 1946 die PR ihre Pläne fallen, durch Bahnbrücken und -dämme Bahn und Straße im Kerngebiet Tel Avivs auf getrennte Niveaus zu bringen.:97 Angesichts des Terrors antibritischer Untergrundorganisationen legten die Briten schließlich ihre Einrichtungen und Wohnstätten in besonders geschützten Zonen zusammen, von Einheimischen als Bevingrad oder im Falle Tel Avivs als Metzudat Tel Aviv (Zitadelle Tel Avivs), von Briten als Wingard bezeichnet. Die Umgebung rund um den Beit Hadar wurde seiner strategischen Lage wegen mit dem Bahnhof selbst eine Sicherheitszone.
Am 23. April 1946 verübte die Irgun (EtZe"L) einen Ablenkungsanschlag aufs Bahnzollamt, was die britischen Kräfte vom Beit Hadar band, während Irgunisten unter Führung Dov Béla Grüners (דֹּב גְּרוּנֶר Dov Grūner; 1912–1947) den blutigen Hauptschlag zum Waffenraub gegen das Tegart-Fort der Polizei in Ramat Gan führten, zwei Polizeiposten weiter nordöstlich an der Sicherheitsachse der Landstraße nach Nablus. Dabei kam am Zollamt ein Irgunist durch eine von ihm fehlgezündete Handgranate ums Leben. Im November 1946 folgten Anschläge auf die Bahninfrastruktur: Am 8. des Monats wurde die Drahtzündung einer Bombe am Bahnhof Tel Aviv entdeckt und entschärft.:109 Am 15. des Monats meldete The Palestine Post Gerüchte, dass Anschläge fortan nicht mehr nur Güterzügen und Militärtransporten gölten, sondern auch Reisezügen.:110
Gegen zunehmende Gewalt von Lechi und Irgun drohte die Mandatsmacht mit Verhängung des Kriegsrechts über jüdische Wohngebiete, was sie nach einem irgunistischen Anschlag am 1. März 1947 mit 20 getöteten und 30 verwundeten britischen Militärs schließlich wahrmachte. Vom 2. bis 17. März galt das Kriegsrecht in Tel Aviv und Nachbarorten, alle Kommunikation in die Stadt wurde unterbunden, Zugverkehr, von wenigen Lebensmitteltransporten abgesehen, passierte den Bahnhof Tel Aviv ohne Halt.:116 Tausende Militärs durchkämmten im Rahmen der ‘Operation Hippo’ die Stadt nach Verdächtigen.:116
Am Mittwoch, den 26. März 1947, ereignete sich ein Eisenbahnunfall, als um 15h30 Uhr ein Zug aus Jaffa auf dem Weg nach Lod auf falschem Gleis in den Bahnhof Tel Aviv einfuhr, wo er mit einem stehenden Güterzug zusammenstieß, den Arbeiter gerade entluden. Die drei Arbeiter Canaʿan Chouri, Zvi Elstein und Schabtai Zucker wurden verletzt und mussten in der Station des Magen David Adom versorgt werden.
Am 27. Mai 1947 sprengte eine Bombe 1,6 Kilometer südöstlich vom Bahnhof Tel Aviv das Gleis, ein Güterzug, der sich dem Anschlagsort näherte, konnte eben noch bremsen und kehrte nach Tel Aviv zurück.:120 Im Zuge ihres schrittweisen Abzugs aus Palästina räumten Anfang November 1947 die Mandatsbehörden die Sicherheitszone am Bahnhof Tel Aviv. Zur gleichen Zeit begann der Bürgerkrieg zwischen arabischen und jüdischen Palästinensern, dessen Gewaltakte sich bis Dezember so vermehrten, dass sich die Eisenbahner entlang ethnischer Linien segregierten. Arabische Mitarbeiter weigerten sich auf jüdisch dominierten Streckenabschnitten ─ wie auf jenem zwischen Lod und Tel Aviv ─ zu arbeiten, wo Anschläge jüdischer Untergrundkämpfer wahrscheinlich waren und umgekehrt blieben jüdische Eisenbahner aus Sorge vor Gewalt arabischer Täter dem Einsatz in arabisch beherrschten Gegenden fern.:240seq.
Mit mehreren Sprengungen zerstörten Lechi in der Neujahrsnacht 1948 die Gleise zwischen Tel Aviv und Jaffa.:242 Scharfschützen machten den Verkehr nach Jaffa unmöglich, wie die PR am 20. Januar 1948 feststellen mussten.:249 Bedingt durch solche Sabotageakte und Gewalthandlungen im Bürgerkrieg zwischen arabischen und jüdischen Palästinensern hatten die Palestine Railways (PR) den Betrieb des Bahnhofs Jaffa im Januar 1948 einstellen müssen.:256
Womöglich in Rekurs auf die Abtrennung Jaffas vom Bahnnetz durch Lechi-Anschläge gingen arabische Saboteure dazu über, der Bahn solche Schläge zu versetzen, welche die Wirtschaft des Jischuvs treffen würden und Infrastruktur im Gebiet des laut UN-Teilungsplan für Palästina, UNO-Beschluss 181 (II), zu erwartenden jüdischen Staates zerstört zurückließ.:261 Am 6. Januar 1948 waren auf der J&J-Linie bei Kilometer 8 Schienen östlich Tel Avivs demontiert,:254 am 27. des Monats ebenso zwischen Kilometer 13,44 und 13,67 und vorsätzlich beschädigt die Bahnbrücke bei Kilometer 16,23.:254 Am 30. des Monats waren bei Kilometer 11 auf 150 Metern Gleise entwendet.:255
Am 2. Februar 1948 gab die PR auf, den Bahnhof Tel Aviv wieder mit Lod zu verbinden und leitete den Güterverkehr (Lebensmittel, Baustoffe, Mineralöl, und andere Artikel des dringenden Bedarfs) per Jarqonbahn bis zu ihrem damaligen Endpunkt Petach Tiqwah und von dort per Laster über die Landstraße Jaffa–Nablus (heute Landesstraße ) nach Tel Aviv.:256 Dadurch stauten sich 400 Waggons in Güterbahnhöfen zu Lod und Haifa,:257 in Tel Aviv machte sich ungenügende Versorgung zunehmend bemerkbar.
Am 2. März 1948 beurlaubte die PR die Eisenbahner am Bahnhof Tel Aviv, allein das technische Personal der Bahnwerkstatt bekam den Auftrag Lokomotiven, andere Fahrzeuge und technisches Gerät betriebsbereit zu halten.:272 Die Werkstätte hatte einen Lokschuppen auf der Nordseite der J&J-Linie, wo neben Lokomotiven und anderen Bahnfahrzeugen auch Kraftfahrzeuge repariert wurden. Im ab 14. Mai 1948 sich anschließenden Krieg um Israels Unabhängigkeit eröffnete die jüngst zur Rakkevet Israel (RI) umfirmierte Staatsbahn im Juli des Jahres den Bahnhof Tel Aviv wieder, nunmehr als Endstation der J&J-Linie statt Jaffas, dessen Bahnhof für immer stillgelegt blieb. Auch grenzüberschreitender Bahnverkehr kam nicht wieder in Gang, weshalb das Zollamt schloss und langfristig vermietet wurde.
Nachdem Israel und Jordanien in ihrem Waffenstillstandsabkommen von 1949 die Grüne Linie zwischen ihren Stellungen so angepasst hatten, dass der jordanisch gehaltene Streckenabschnitt bei Battir in Israels Hoheit übergeben worden war, ging am 7. August 1949 morgens vom Bahnhof Tel Aviv der erste Zug ab, der bis Jerusalem durchfuhr. Premier David Ben Gurion, Verkehrsminister David Remez und Gefolge fuhren an Bord des fahnengeschmückten festlichen Zuges von Tel Aviv nach Jerusalem, wo Zugverkehr vor dem Krieg um Israels Unabhängigkeit als letztes für den 15. April 1948 belegt ist.:290
Im ohnehin beschränkten Raum am Bahnhof Tel Aviv, höhengleich eingezwängt zwischen Straßen, war nunmehr auch der Rangierverkehr des Streckenendes zu bewältigen, während Reisezug- und Güterbahnverkehr hier im gewerblichen Zentrum des Landes erheblich zunahmen. Angesichts höchster Anforderungen, für eine von 806.000 Einwohnern 1948 durch Vertriebene und Flüchtlinge aus arabischen Ländern auf 1.630.000 Personen 1952 gewachsene Bevölkerung die mindeste Infrastruktur zu schaffen, blieben die Investitionen auch im Bahnbereich hinter dem nötigen zurück.
So blieben der mit der Wirtschaft prosperierende Bahntransport und der angesichts hoher Besteuerung der Erwerbspersonen und rigider Bezollung importierter Personenkraftwagen gebremst steigende Individualverkehr in der schnell wachsenden Metropolregion Tel Aviv auf gegebene Verkehrsflächen zurückgeworfen, die dafür nicht ausgelegt waren. Den Straßenverkehr unterbrachen werktags vielfach Bewegungen ankommender und abgehender Züge, der Rangierbetrieb zu benachbarten Gewerbe- und Industriebetrieben, wie Trennung und Zusammenstellung von Güterzügen. Der früh geforderte Bau einer Straßenunterführung kam mangels Priorisierung und angesichts knapper Mittel nie zu Stande.

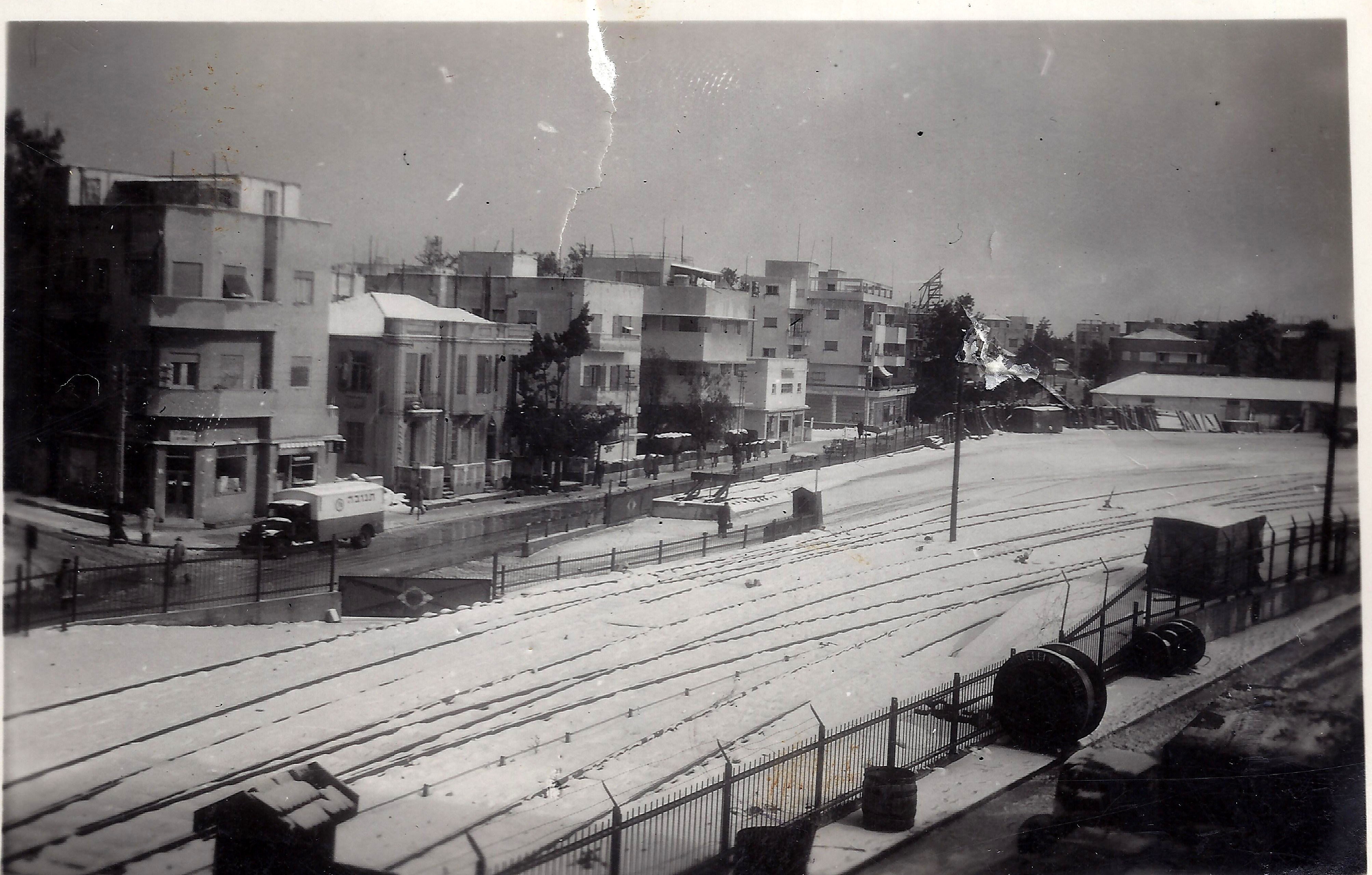
Gleisanlagen des Güterbereichs des Bahnhofs im Winter 1950, parallel verläuft der Rechov Jehudah ha-Levi

Die doppelte Erschließung der vielen in Israel neu gegründeten Orte und Gewerbegebiete durch Straße und Bahn war gewünscht, aber finanziell nicht machbar, nur neue Anlagen mit anfallender Massengutfracht wie Häfen, Raffinerien, chemische Industrie, Tagebau (Phosphat, Mineralsalze) und Kraftwerke erhielten auch eigene Gleisanschlüsse. Das Gros des Gütertransports wie des Reiseverkehrs verlief über Straßen, weshalb die Fahrgastzahlen auf der J&J-Linie nach Jerusalem und auf der Südbahn der Hauptlinie nach Beʾer Scheva erheblich sanken. Das abnehmende Passagieraufkommen führte in den 1950er Jahren dazu, dass nur noch ankommende Reisezüge den separaten Personenbahnsteig nutzten. Abgehende Personenzüge starteten wieder am Hauptgebäude des Bahnhofs von 1937. Anfang der 1960er Jahre wurde der separate Bahnsteig mit seinem Unterstand endgültig aufgegeben.
Entsprechend erlangte der Straßenbau Vorrang und die Bahn schien vielen nur noch hinderlich. Die Planer der Stadt Tel Aviv drängten darauf, den Endbahnhof der J&J-Linie aus dem Stadtzentrum heraus zu verlegen. Die Rakkevet Israel wünschte die im Norden seit 1954 am Sackbahnhof Tel Aviv Merkaz endende Küstenbahn mit der im Süden endenden J&J-Linie zu verbinden, wozu der heutige Ajjalonkorridor geschaffen werden sollte, in dem der Lückenschluss dann erst 1993 erfolgte.
Im Jahre 1960 schlug Nachum Zołotow (1926–2014), einer der originellsten und innovativsten israelischen Architekten der 1950er und 1960er Jahre, den Bau eines zentrumsnahen Hauptbahnhofs der kurzen Wege mit kombiniertem Busterminal und Hotel im aufgesetztem Büroturm vor. Ein passendes Grundstück stand gerade zum Verkauf, nahe zu Tel Avivs altem ZOB, 1942 von Werner Wittkower und Nachum Zelkind, und östlich der Derech Petach Tiqwah gelegen, wäre damit dann auch der Bahnübergang verschwunden.
Auf dem Grundstück am westlichen Ajjalonufer, dem entlang sich die J&J-Linie von Süden her ohnehin dem Stadtzentrum näherte, hätte diese mit der Küstenbahn von Norden kommend verbunden werden können. Daran war die Hoffnung geknüpft, den Bahnreiseverkehr wieder zu beleben.
Wünschenswert für die Bahn, ließ sich diese Idee nicht bei Stadt- und staatlicher Infrastrukturplanung durchsetzen. Stattdessen kam die finanziell günstigste Lösung, ein neuer Endbahnhof am südlichen Stadtrand auf der platten Wiese zur Ausführung. Die Bahngesellschaft Rakkevet Jisrael (RI) legte 1970 die zweieinhalb Kilometer lange Bahnstrecke zwischen altem und dem neuen Südbahnhof still. Jehoschua Rabinowitz (Tel Avivs Bürgermeister), bemerkte zur Stilllegung des alten Bahnhofs, „dass der neue Bahnhof eine der schwerwiegendsten Verkehrsstörungen in Tel Aviv beseitigt, wo die Derech Petach Tiqwah dutzende Male am Tag blockiert wird.“
Der Abbau der alten Bahnanlagen begann gleich nach ihrer Stilllegung. Während Reste des Personenbahnsteigs auf Höhe des Rechov ha-Rakkevet Nr. 28 noch bis Ende der 1970er Jahre zu sehen waren, wurden die Bahnhofsgebäude schnell abgerissen. Erhalten blieb nur das Zollgebäude von 1937, das nach Israels Unabhängigkeit 1948, nach der kein grenzüberschreitender Zugverkehr mehr bestand, von der Zollverwaltung langfristig vermietet worden war. Der Bestandsschutz des Mietvertrags sparte das Zollgebäude, anders als alle übrigen Bahngebäude des ersten Bahnhofs Tel Avivs, vom Abriss aus.

## Bahnhofsgebäude
Das erste Stationsgebäude war aus Holz, das aus britischen Armeebeständen stammte, mit einem kurzen eher provisorischen Bahnsteig. Mit der Zunahme der Einwohnerzahl Tel Avivs und anderer Orte des Landes erreichte die Überlastung des Bahnhofs Tel Aviv mit nur einem Bahnsteig auf seiner beengten Fläche ein solches Ausmaß,:24 dass er ausgebaut und umfassend modernisiert werden musste. Auch die Trennung der Niveaus von Bahn und Straße war in Planung.
Die PR kauften 1933 das am Rande der Gleise gelegene so genannte Lunsfeld-Grundstück, eine der zahlreichen Zitrusplantagen der Gegend für den kombinierten Neubau von Bahnhof und Zollamt. Die nahe Landstraße Jaffa–Nablus (seit 2001 Derech Menachem Begin) war bereits seit 1928 gepflastert und für die Anlage des Bahnhofs wurde 1936 auch die Straße südlich entlang der Bahnanlagen, der Rechov ha-Rakkevet asphaltiert, wie auch die platzartige Erweiterung, Kikkar ha-Rakkevet (Bahnplatz), vor dem Haupteingang des Bahnhofsgebäudes von 1937.

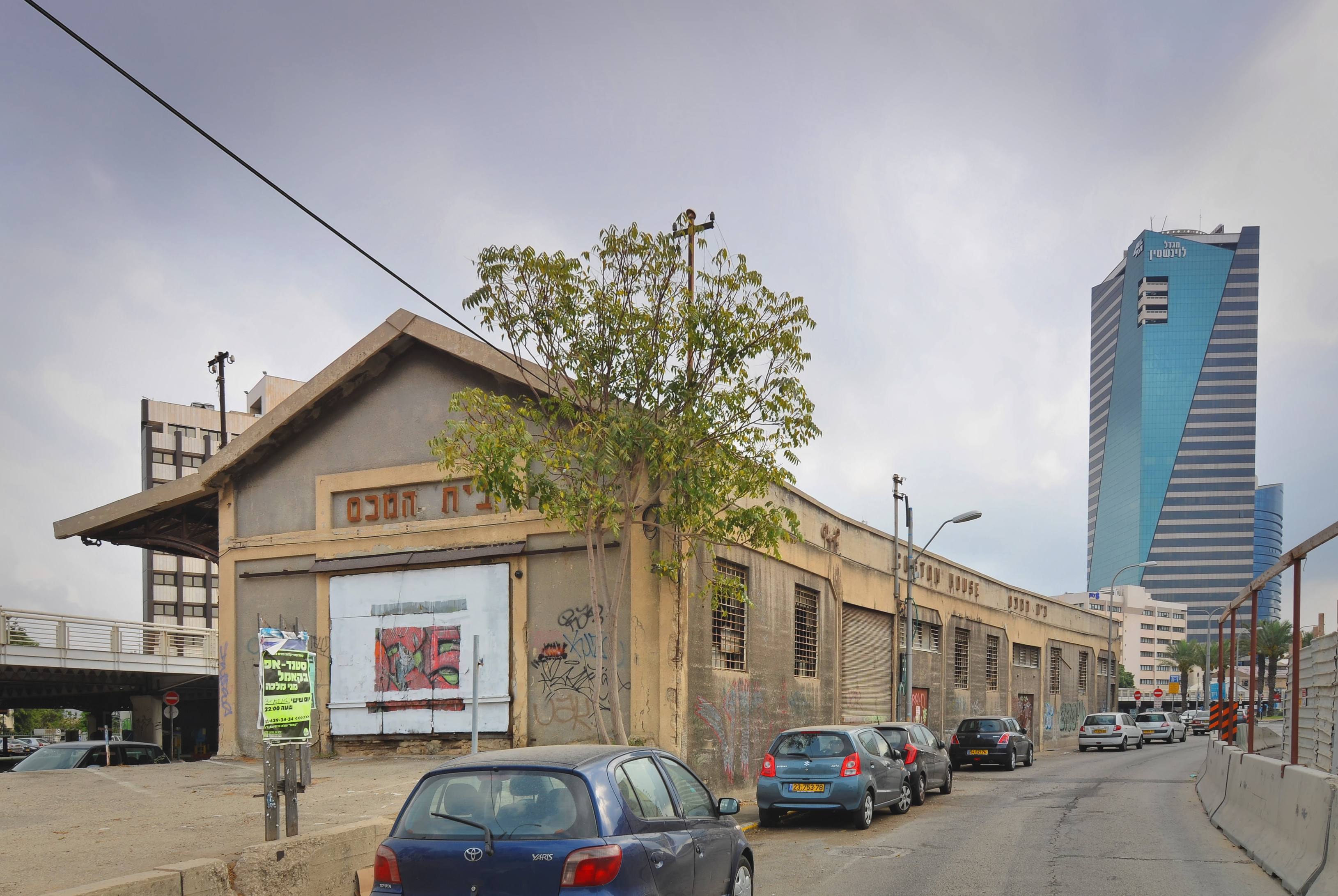
2012: West- und Südseite mit Inschrift Zollhaus in den drei Amtssprachen der Mandatszeit, vor Migdal Levinstein

Unter Einbezug des Lunsfeld-Grundstücks und des bisherigen Stationsbaus entstand in den Jahren 1936/1937 ein neues großes einstöckiges Gebäude mit Lagerräumen für Stückgut und Zoll. Das 50 Meter lange ehemalige Bahnzollamt ist an seiner Südfassade durch die erhaltenen Inschriften englisch Customs House, hebräisch בֵּית הַמֶּכֶס Beit ha-Meches und arabisch جمارك, DMG Ǧamāruk als solches ausgewiesen. Das erhaltene „Zollhaus“ ist der westliche Teil des Gebäudes, den es mit dem östlich angebauten Bahnhof bildete. Beide Bauten zusammen bildeten einen großen und dem gebogenen Gleisverlauf geschwungen folgenden Gebäudekomplex. Es war etwa ebenfalls fünfzig Meter lang und mit Ziegeln gedeckt, zum Gleis hin ruhte ein Vordach auf eisernen Tragelementen.
Gleichzeitig mit dem Bau des gerundeten Bahnhofskomplexes wurde 1937 etwa 350 Meter südöstlich jenseits der heutigen Kreuzung von Rechov ha-Rakkevet und Derech Menachem Begin ein etwa 100 Meter langer Bahnsteig nur für Passagiere errichtet, mit nebenstehendem hölzernen Stationsgebäude. Mit der Eröffnung von Tel Avivs Zentralen Omnibusbahnhof (ZOB; heute alter ZOB genannt) 1942 am Rechov ha-Scharon Ecke Rechov ha-Schomron, stieg die Zahl der Fahrgäste am Bahnhof Tel Aviv erheblich, die Distanz zwischen ZOB und Reisezugbahnsteig betrug nur 350 Meter.

## Verbindungen
Gemäß Kursbuch 1944 hielten täglich etwa sechs Reisezüge am Bahnhof Tel Aviv, der bis 1948 Durchgangsbahnhof war. Später stieg die Zahl der Personenzüge. Nach kriegsbedingter Schließung im Februar 1948 kam der Zugverkehr im Juli des Jahres bis Lod wieder in Gang. 1956 wurde eine Personenlinie vom Bahnhof Tel Aviv nach Beʾer Scheva und 1967 auch nach Dimona hinzugefügt. Am 11. März 1970 eröffnete ein Güterzug die neue Verbindung nach Oron, zum Phosphatabbau im Negev.
An verschneiten Tagen in Jerusalem reisten Hunderte von Tel Aviv in Richtung der Heiligen Stadt, um Zeuge des seltenen Weißen Wunders zu werden, zudem war damals Jerusalem bei starkem Schneefall ohnehin nur per Zug zu erreichen. Insbesondere die Fahrten auf den kurvenreichen Abschnitten durchs Judäische Bergland nach Jerusalem dauerten zwei Stunden und länger. Viele aßen und tranken daher unterwegs im Speisewagen, den – im Gegensatz zu heute – damalige Züge mitführten, und eine Bedienung servierte Getränke und Sandwiches direkt am Sitzplatz.